# Bikar karla 2008
La VISA-bikar 2008 fu la quarantanovesima edizione della coppa d'Islanda. La squadra vincitrice è qualificata al secondo turno preliminare di Europa League.

## Primo Turno
Nel primo turno si sfidano 32 formazioni delle serie minori. Le partite furono giocate tra il 24 e il 27 maggio 2008
| Squadra 1             | Risultato | Squadra 2              |
| --------------------- | --------- | ---------------------- |
| Höfrungur             | 0–4       | Skallagrímur           |
| Garðabæjar            | 0–1       | Augnablik              |
| UMF Snæfell           | 0–3       | UMF Grundarfjarðar     |
| Völsungur             | 1–3       | Magni                  |
| UMF Tindastóll        | 2–1       | Kormáks                |
| Vesturbæjar           | 3–4       | Ýmir                   |
| Þróttur Vogum         | 3–1       | UMF Gnúpverja          |
| Ægir                  | 1–2       | Elliði                 |
| Reyðarfjörður         | 4–3       | Boltafélag Norðfjarðar |
| UMF Hrunamanna        | 0–4       | Árborgar               |
| Berserkir             | 3–0       | UMF Kjalnesinga        |
| Leiknir Fáskrúðsfirði | 1–3       | Spyrnir                |
| Hvíti riddarinn       | 3–2 (dts) | UMF Laugdæla           |
| UMF Álftanes          | 1–3       | Hamrarnir/Vinir        |
| Rangæinga             | 2–4       | Breiðholts             |
| Dalvík/Reynir         | 0–1       | UMF Hvöt               |

## Secondo Turno
nel secondo turno alle 16 vincenti del turno precedente si aggiungono 24 squadre della seconda e terza divisione islandese. Le partite si giocarono tra il 1º e il 3 giugno 2008.
| Squadra 1           | Risultato | Squadra 2        |
| ------------------- | --------- | ---------------- |
| Framherjar-Smástund | 2–0       | Ýmir             |
| Þór Akureyri        | 1–0 (dts) | KS/Leiftur       |
| Reyðarfjörður       | 0–17      | Fjarðabyggðar    |
| UMF Sindri          | 6–0       | Spyrnir          |
| Hafnarfjarðar       | 2–4       | Stjarnan         |
| Skallagrímur        | 1–4       | Selfoss          |
| Hamrarnir/Vinir     | 1–7       | UMF Hamar        |
| Víkingur            | 0–1       | Grótta           |
| Elliði              | 2–3       | Reynir Sandgerði |
| Þróttur Vogum       | 3–0       | Hvíti riddarinn  |
| UMF Tindastóll      | 0–5       | UMF Hvöt         |
| Leiknir Reykjavík   | 8–4       | Augnablik        |
| Höttur              | 5–1       | Huginn           |
| Njarðvík            | 0–2       | Breiðholts       |
| Víkingur Reykjavik  | 1–0       | UMF Afturelding  |
| ÍBV                 | 3–2 (dts) | ÍR               |
| UMF Grundarfjarðar  | 1–5       | Berserkir        |
| Víðir               | 6–0       | Árborgar         |
| Haukar              | 12–0      | Afríka           |
| Magni               | 0–3       | Akureyrar        |

## Sedicesimi di finale
Entrano in gioco i 12 club della Massima divisione. Gli incontri avvennero tra il 18 e il 19 giugno 2008.
| Squadra 1          | Risultato           | Squadra 2           |
| ------------------ | ------------------- | ------------------- |
| Víkingur Reykjavik | 1–0                 | Grótta              |
| HK                 | 1–0                 | ÍA                  |
| Víðir              | 1–0                 | Þróttur Vogum       |
| ÍBV                | 2–0                 | Leiknir Reykjavík   |
| Haukar             | 2–1                 | Berserkir           |
| Grindavík          | 2–1                 | Höttur              |
| Þróttur Reykjavik  | 2–2 (dts, rig. 2–4) | Fylkir              |
| Reynir Sandgerði   | 3–0                 | UMF Sindri          |
| Breiðablik         | 1–0                 | Akureyrar           |
| Fjarðabyggð        | 0–2                 | FH                  |
| UMF Hamar          | 2–1                 | Selfoss             |
| Fram               | 2–1                 | UMF Hvöt            |
| Fjölnir            | 6–0                 | Framherjar-Smástund |
| Þór Akureyri       | 0–1                 | Valur               |
| Keflavík           | 2–1                 | Stjarnan            |
| KR                 | 1–0                 | Breiðholts          |

## Ottavi di finale
2 e 3 luglio 2008
| Squadra 1          | Risultato | Squadra 2 |
| ------------------ | --------- | --------- |
| Haukar             | 1–0       | HK        |
| Víðir              | 1–4       | Fylkir    |
| Reynir Sandgerði   | 1–2       | Grindavík |
| Víkingur Reykjavik | 3–0       | UMF Hamar |
| Fjölnir            | 2–1 (dts) | ÍBV       |
| Keflavík           | 3–1       | FH        |
| KR                 | 2–0       | Fram      |
| Breiðablik         | 1–0       | Valur     |

## Quarti di finale
Si giocò il 24 luglio 2008.
| Squadra 1  | Risultato | Squadra 2          |
| ---------- | --------- | ------------------ |
| KR         | 3–2       | Grindavík          |
| Breiðablik | 3–2       | Keflavík           |
| Fjölnir    | 1–0       | Víkingur Reykjavik |
| Haukar     | 0–1 (dts) | Fylkir             |

## Semifinali
| Arbitro: | Valgeir Valgeirsson |

|                                      |           |                                                             |
| Breiðdal 30’ Hannesson 37’ Jeffs 69’ | Marcatori | 17’ Guðmundsson 41’ (aut.) Gíslason 43’ Markan 90’ Leifsson |

| Arbitro: | Johannes Valgeirsson |

|                 |                      |                  |
| Baldvinsson 96’ | Marcatori            | 103’ Marteinsson |
|                 | Tiri di rigore 1 – 4 |                  |

## Finale
| Arbitro: | Magnús Þórisson |

|                     |           |  |
| Hauksson 89’ (aut.) | Marcatori |  |